# عملية المحارب اليقظ

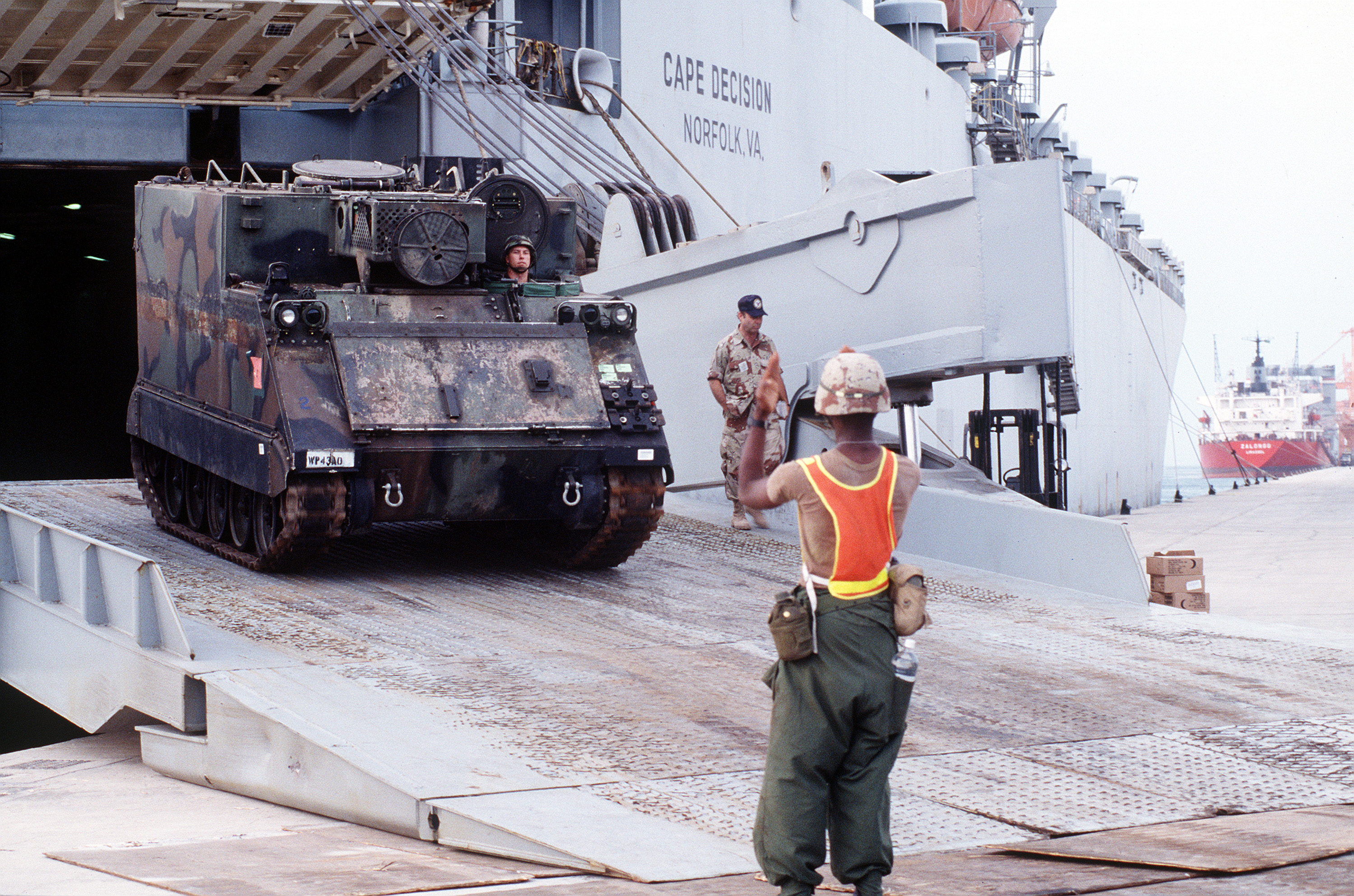

عملية المحارب اليقظ (بالإنجليزية: Operation Vigilant Warrior)، هي عملية عسكرية للجيش الأمريكي في الفترة ما بين 8 أكتوبر 1994 إلى 15 ديسمبر 1994 كرد على المناورة العسكرية والتوغل لفرقتين تابعتين للحرس الجمهوري العراقي نحو الأراضي الكويتية.استجابة سريعة من الرئيس الأمريكي بيل كلينتون سمحت لقادة وأفراد قيادة القوات الجوية المركزية الأمريكية بالانتشار إلى الرياض خلال أيام.

## التاريخ
في 3 أكتوبر 1994، تم نشر شركة سي من الكتيبة الثانية، المجموعة الخامسة للقوات الخاصة (المحمولة جواً) في إطار عملية آي ار آي إس كولد 95-1 للتواجد الأمامي والتدريب قبل المهمة مع عناصر مختارة من وزارة الدفاع الكويتية. انتقلت المهمة التدريبية بسرعة إلى عملية الدفاع عن الكويت، حيث تم إنشاء مظلة دعم جوي قتالي تغطي الثلث الشمالي بأكمله من دولة الكويت باستخدام خمسة فرق من القوات الخاصة، وتشكيل فرق السيطرة الجوية الأمامية.
خلال فترة 16 يوماً، قدمت C/2/5 SFG (A) التركيبة والتوزيع لجميع القوات المجهزة في خطة الدفاع عن الكويت، وتنسيق المناطق القتالية الرئيسية، والحقائق الأرضية في ساحة المعركة.
استمرت C/2/5 SFG (A) في الحفاظ على مظلة الدعم الجوي القتالي حتى وصول عناصر الكتيبة الأولى من الفرقة الرابعة والعشرين المشاة (الآلية) إلى الكويت وتأسيس قدرة تشغيلية حوالي 19 أكتوبر 1994.
النتائج التشغيلية: لم يكن مفهوم مخزون الحرب الإحتياطي قادرًا على الاستجابة بشكل كافٍ للتهديدات التكتيكية الناشئة في منطقة الخليج العربي.
النتائج الاستراتيجية: أظهر تحليل الفجوة التشغيلية الاستراتيجية أنه لحماية المصالح الوطنية الأمريكية في شبه الجزيرة العربية، يتطلب الأمر إنشاء فريق قتال كتيبة أمريكية في دولة الكويت.
في مساء 7 أكتوبر 1994، تم وضع الكتيبة الأولى من الفرقة الرابعة والعشرين المشاة (الآلية) المستندة في فورت ستيوارت، جورجيا، في حالة تأهب. في اليوم التالي، انتشرت عناصر رائدة من تلك الكتيبة، تتكون من عدة شركات من الكتيبة 2/7 المشاة والكتيبة 3/69 الدبابات والكتيبة 1/41 المدفعية، بالإضافة إلى مقر الكتيبة 2/7 المشاة جواً إلى معسكر الدوحة في الكويت. أكملت هذه العناصر الحركة الجوية خلال 48 ساعة. وبعد 72 ساعة، سحبت تلك الكتيبة المعززة المعدات المخزنة مسبقًا في معسكر الدوحة. بالإضافة إلى ذلك، تم إرسال بطاريتين من صواريخ باتريوت من فورت بولك، لويزيانا، إلى المنطقة.
في 8 أكتوبر، تم وضع مجموعة دعم الخدمة الأولى في حالة تأهب. تم تجهيز المجموعة الأولى للانتشار كعنصر رائد للمجموعة. نشرت المجموعة الأولى 120 من مشاة البحرية ومعدات من قاعدة مارس الجوية في كاليفورنيا إلى الظهران، السعودية، عبر طائرات الشحن التابعة للقوات الجوية الأمريكية في 28 أكتوبر 1994. ثم سافرت الوحدة شمالًا عبر قافلة إلى ميناء الجبيل. في الوقت نفسه، انتشرت الكتيبة الثالثة من الفرقة الرابعة والعشرين المشاة (الآلية) من فورت بنينغ، جورجيا، إلى ميناء الملك عبد العزيز، حيث كانت ستسحب المعدات المخزنة مسبقًا.
أيضًا في 8 أكتوبر، تم نشر سرب الطائرات المقاتلة 75 من جناح القوات الجوية الأمريكية الثالث والعشرين، والمعروف باسم تايغرشاركس، وتشكيلته الكاملة من طائرات A-10 ثندربولت II الهجومية أولاً من قاعدة بوب الجوية، نورث كارولاينا، إلى قاعدة الظهران الجوية، السعودية، تلتها أول عملية نشر أمامية إلى قاعدة أحمد الجابر الجوية، الكويت. هذا سمح بتنسيق أفضل وجهًا لوجه مع عناصر التحكم الجوي التكتيكي المنتشرة بشكل أكبر في معسكر الدوحة، الكويت، ونقاط شمالية. بدأوا أول سلسلة من دورات الـ 120 يومًا لمجتمع A-10 التي استمرت حتى بدء حرب العراق.
كانت مساهمة المملكة المتحدة عبارة عن سفينتين حربيتين من البحرية الملكية،إتش إم إس كارديف وإتش إم إس كورنوال، مما أدى إلى مضاعفة نشرهم لطائرات تورنادو GR1 من القوات الجوية الملكية (من ستة في الأصل) وزيادة عدد قواتهم إلى 1000. تم نقل عناصر من كوماندوز البحرية الملكية جواً إلى الكويت. عمل الكوماندوز جنبًا إلى جنب مع الكتيبة الأولى من الفرقة الرابعة والعشرين المشاة.
استدعت العراق قواتها البرية خلال الأسابيع الأخيرة من أكتوبر. ومع عدم الحاجة المتبقية للقوات القتالية، بدأت عملية الانسحاب خلال أيام قليلة. غادرت مشاة البحرية من الظهران، السعودية، في 5 نوفمبر 1994. سلمت معظم الفرقة الرابعة والعشرين المشاة المعدات المخزنة مسبقًا وغادرت الكويت قبل يوم عيد الشكر، لكن العناصر المتبقية ظلت حتى الأيام الأولى من ديسمبر.

## النقاش حول نوايا العراق
هناك نقاش كبير حول نوايا العراق خلال أزمة أكتوبر 1994. ذكر حسين كامل، صهر الرئيس العراقي صدام حسين، بعد انشقاقه إلى الأردن في 1995 أن صدام كان ينوي غزو الكويت مرة ثانية لكن تم إحباطه برد فعل سريع من الولايات المتحدة لتعزيز المملكة. وقد جادل آخرون بأن صدام لم يكن ينوي فعلاً غزو الكويت وأن التحركات كانت تهدف إلى استفزاز الانتباه إلى معاناة العراق تحت نظام العقوبات الدولية.
زعم الجنرال السابق في الحرس الجمهوري رعد الحمداني في مقابلة بعد غزو العراق 2003 أن صدام قرر في سبتمبر 1994 غزو الكويت لكنه عارض صدام خلال اجتماع في 11 سبتمبر 1994.
اعترفت العراق رسميًا باستقلال الكويت في نهاية الأزمة في 10 نوفمبر 1994.

## الجوائز والتكريمات
تم منح جائزة الوحدة المتميزة المشتركة إلى HQ بعثة التدريب العسكرية الأمريكية في الرياض، السعودية، من 8 أكتوبر 1994 حتى 15 ديسمبر 1994، لعملية المحارب اليقظ. تم منح أفراد الخدمة الأمريكية الذين شاركوا ميدالية خدمة جنوب غرب آسيا ولكن ليس ميدالية تحرير الكويت (السعودية) أو ميدالية تحرير الكويت (الكويت) بسبب حدوث هذه الأحداث بعد التواريخ النهائية لتلك الميداليات المحددة.
زار الرئيس كلينتون القوات المنتشرة في أواخر أكتوبر. في 28 أكتوبر، تحدث إلى أعضاء الكتيبة الأولى، الفرقة الرابعة والعشرين المشاة في مواقعهم في الصحراء شمال غرب مدينة الكويت. أكد كلينتون على السرعة التي انتشرت بها الكتيبة، مما حال دون تكرار غزو الكويت في 1990. قال كلينتون، "لقد وصلتم هنا في سرعة كبيرة. وبسبب ذلك، حصلت العراق على الرسالة بسرعة كبيرة. لقد سحبت قواتها التي كانت متجمعة بالقرب من الحدود الكويتية." ولإسعاد القوات المنتشرة، أعلن أيضًا أنهم سيكونون في المنزل قبل عيد الميلاد وأنهم سيتلقون بدلات إضافية لنشرهم في مناطق القتال (بقيمة 300 دولار شهريًا للجنود المجندين).